# Roy d'Andrade
Roy Goodwin D'Andrade, né le 6 novembre 1931 et mort le 20 octobre 2016, est l'un des fondateurs de l'anthropologie cognitive. Né dans le New Jersey, il a fait ses études à l'université Rutgers puis à l'université du Connecticut. Il a ensuite obtenu un PhD en anthropologie sociale dans le département de relations sociales de l'université Harvard. De 1962 à 1969, il est enseignant à l'université Stanford, puis à l'université de San Diego en Californie jusqu'en 2003. En 2002, il reçoit une récompense de l'Académie nationale des sciences américaine.
Ses domaines de recherche se concentraient autour d'une construction modélisée des perceptions du monde par l'Homme. Ses publications traitent de la perception des couleurs comme de la structure familiale des Afro-Américains, jusqu'à la philosophie de John Searle.

## Publications
- D'Andrade, Roy G. (1984). Cultural meaning systems. In R. A. Shweder & R. LeVine (Eds.), Culture theory: Essays on mind, self, and emotion (p. 88–119). Cambridge, UK: Cambridge University Press.
- D'Andrade, Roy G. (1986). Three scientific world views and the covering law model. In D. W. Fiske & R. A. Shweder (Eds.), Metatheory in social science: Pluralisms and subjectivities (p. 19 – 39). Chicago: University of Chicago Press.
- D'Andrade, Roy G. (1987). Modal responses and cultural expertise. American Behavioral Scientist, 31(2), 194 - 202.
- D'Andrade, Roy G. (1989). Culturally based reasoning. In A. R. H. Gellatly, D. Rogers & J. A. Sloboda (Eds.), Cognition and social worlds (p. 132–143). Oxford, UK: Oxford University Press.
- D'Andrade, Roy G. (1992) "Schemas and Motivation". In Human Motives and Cultural Models. R.G. D'Andrade and C. Strauss, eds. p. 23–44. Cambridge, UK: Cambridge University Press.
- D'Andrade, Roy G. (1995) The Development of Cognitive Anthropology. Cambridge, UK: Cambridge University Press.  (ISBN 0-521-45976-1)
- D'Andrade, Roy G. (1995). Moral models in anthropology. Current Anthropology, 36(3).
- D'Andrade, Roy G. (2001). A cognitivist's view of the units debate in cultural anthropology. Cross-Cultural Research, 35(2), 242 - 257.